# Shijiazhuang
Shijiazhuang (kineski: 石家庄市, pinyin: Shíjiāzhuāng Shi; doslovno: „Selo kamenja”) najveći je i glavni grad kineske pokrajine Hebei, na sjeveru Kine, oko 266 km jugozapadno od Pekinga. 
Shijiazhuang je grad koji se razvio relativno nedavno, odnosno tek nakon osnivanja NR Kine. Od tada se njegovo stanovništvo učetverostručilo Poznat je kao važno prometno središte.

## Zemljopisne odlike
Shijiazhuang se nalazi u južnom središnjem Hebeija i dio je ekonomskog obruča Bohai. Grad se nalazi na rubu sjeverne kineske nizine koja se uzdiže do planine Taihang, zapadno od grada, i nalazi se južno od rijeke Hutuo (滹沱河 Hūtuó hé) 

### Klima
Najhladniji mjesec u gradu je siječanj s prosječnom temperaturom od –2 °C i srpnjem najtoplijom od 26 °C, s godišnjim prosjekom od 13 °C. Više od polovice kiše pada od srpnja do kolovoza.

## Povijest
Najstariji naziv grada bio je Shiyi, u vrijeme prije dinastije Han, kada postaje središte istoimene županije. Reorganizacijom lokalne uprave u ranom razdoblju dinastije Tang županija je ukinuta, a Shiyi postaje malo više od lokalnog trgovačkog grada, podređenog procvatu grada Zhengdinga koji se nalazi nekoliko km sjevernije. 
Procvat Shijiazhuanga u jedan od kineskih velikih gradova započeo je 1905. godine, kada je željeznička pruga Peking-Wuhan stigla do tog područja, potičući trgovinu i lokalne poljoprivrednike.
Grad je osnovan 1925. godine, a do 1935. daleko je nadmašio Zhengding kao gospodarsko središte. Formalno je proglašen gradom 7. listopada 1939. god. pod imenom Shímén (石門 Shímén). Xibaipo, selo udaljeno oko 90 km od centra Shijiazhuanga, bilo je važno mjesto Kineske revolucije kao sjedište Centralnog komiteta Komunističke partije Kine tijekom Oslobodilačkog rata. Dana 26. prosinca 1947. grad je preimenovan u Shijiazhuang. 
Od tada se industrijalizacija grada ubrzala, a njegova se populacija više nego utrostručila u desetljeću od 1948. – 1958. Pedesetih godina prošlog stoljeća grad je doživio veliku ekspanziju tekstilne industrije s preradom pamuka, te tkanjem, tiskanjem i bojanjem tkanina.
Godine 1967. Tianjin je izdvojen iz Hebeija, koji je i danas ostao zasebna cjelina, pa je pokrajinski glavni grad premješten u Baoding. Bilo je to kaotičan čin usred Kulturne revolucije pod vodstvom Mao Ce-tunga 1968. god., kako bi se „pripremio za rat i prirodne katastrofe”. Shijiazhuang je tada postao glavni grad pokrajine.
Izgrađena između 1986. i 1993., autocesta duga oko 270 kilometara, koja povezuje Shijiazhuang s Pekingom, bila je prvi veliki projekt kineskih autocesta. Dana 1. siječnja 1989. godine u cijeloj Kini bilo je 147 km autoceste, a danas se prosječno godišnje u zemlji završi oko 5.000 km novih pravaca.
Kao i u svim većim gradovima Kine, zagađenje zraka je veliki problem. U prosincu 2016. Shijiazhuang se smatrao gradom s najvišim razinama onečišćenja zraka u Kini ili čak svijetu, s trajnim gustim zvonom smoga dulje od mjesec dana.
Dana 14. lipnja 2017. godine otvoren je sustav podzemne željeznice. 

## Znamenitosti
- Samostan Longxing (隆興寺 Longxing Xi), smješten 15 kilometara sjeverno, je drevni budistički samostan nazvan „Prvi hram južno od Pekinga”.
- Baodu Zhai (抱犊寨 Bàodúzhài), ili selo Baodu, je drevno utvrđeno naselje na brežuljku smješteno na zapadnoj strani grada, uz planinu Fenglong sa šetnicama i budističkim kipovima.
- Cangyan planina (苍岩山 Cangyán Shān; doslovno: „Planina zelenih litica”) je slikovito područje u okrugu Jingxing, poznato po kombinaciji prirodnog planinskog krajolika s povijesnim građevinama koje je napravio čovjek. Uvršten je u scenu kineskog filma Tigar i zmaj (2000.).
- Most Anji ili Zhaozhou Most (安济桥 Anji Qiao; doslovno: „Siguran prijelazni most”) je najstariji kameni segmentni lučni most u Kini, izgrađen od 595. – 605. za vrijeme dinastije Sui (581. – 618.).

## Uprava
Prefektura grada Shijiazhuang podijeljena je na 5 četvrti (distrikt), 6 gradova-distrikta i 12 županija:
| Zemljovid | Zemljovid | Zemljovid        | Zemljovid            | Zemljovid      | Zemljovid      |
| --- | --------- | ---------------- | -------------------- | -------------- | -------------- |
| Chang'an 1 2 Yuhua Luancheng Gaocheng Luquan 3 Jingxing Zhengding Xingtang Lingshou Gaoyi Shenze Zanhuang Wuji Pingshan Yuanshi Zhao Xinji Jinzhou Xinle 1. Qiaoxi 2. Xinhua 3. Jingxing |           |                  |                      |                |                |
| Naziv | Kineski   | Pinyin           | Stanovništvo (2010.) | Površina (km²) | Gustoća (/km²) |
| Gradsko središte |           |                  |                      |                |                |
| Chang'an | 长安区    | Cháng'ān Qū      | 560.643              | 110            | 4.362          |
| Qiaoxi | 桥西区    | Qiáoxī Qū        | 596.164              | 53             | 11.248         |
| Xinhua | 新华区    | Xīnhuá Qū        | 625.119              | 92             | 6.795          |
| Yuhua | 裕华区    | Yùhuá Qū         | 574.572              | 101            | 4.888          |
| Luancheng | 栾城区    | Luánchéng Qū     | 328.933              | 347            | 948            |
| Gaocheng | 藁城区    | Gàochéng Qū      | 775.110              | 836            | 927            |
| Luquan | 鹿泉区    | Lùquán Qū        | 432.936              | 603            | 718            |
| Predgrađa |           |                  |                      |                |                |
| Jingxing | 井陉矿区  | Jǐngxíng Kuàngqū | 95.170               | 56             | 1.699          |
| Zhengding | 正定县    | Zhèngdìng Xiàn   | 466.807              | 568            | 822            |
| Satelitski gradovi |           |                  |                      |                |                |
| Xinji | 辛集市    | Xīnjí Shì        | 615.919              | 951            | 648            |
| Jinzhou | 晋州市    | Jìnzhōu Shì      | 537.679              | 619            | 868            |
| Xinle | 新乐市    | Xīnlè Shì        | 487.652              | 625            | 780            |
| Seoska područja |           |                  |                      |                |                |
| Jingxing | 井陉县    | Jǐngxíng Xiàn    | 309.882              | 1.381          | 224            |
| Xingtang | 行唐县    | Xíngtáng Xiàn    | 406.353              | 1.025          | 396            |
| Lingshou | 灵寿县    | Língshòu Xiàn    | 333.558              | 1.546          | 216            |
| Gaoyi | 高邑县    | Gāoyì Xiàn       | 186.478              | 222            | 840            |
| Shenze | 深泽县    | Shēnzé Xiàn      | 250.264              | 296            | 845            |
| Zanhuang | 赞皇县    | Zànhuáng Xiàn    | 244.799              | 1.210          | 202            |
| Wuji | 无极县    | Wújí Xiàn        | 502.662              | 524            | 959            |
| Pingshan | 平山县    | Píngshān Xiàn    | 433.429              | 2.951          | 147            |
| Yuanshi | 元氏县    | Yuánshì Xiàn     | 418.466              | 849            | 493            |
| Zhao | 赵县      | Zhào Xiàn        | 571.077              | 714            | 800            |

## Stanovništvo
Do konca 2017., Shijiazhuang je imao 10.879.900 stanovnika, od čega je 4456.118 osoba registrirano kao urbano stanovništvo, a 5.276.784 seosko stanovništvo. Dio je gradske konglomeracije ili megalopolisa Chang-Zhu-Tan, koje je 2010. god. na 28,087 km² imalo 8,3 milijuna stanovnika i BDP od 320 milijardi Yuana (CNY).
Krajem 2017. godine, pripadnici 51 etničke skupine registrirani su u Shijiazhuangu, i to Han Kinezi 98,82%, Huej 0,61%, Mandžurci 0,38% i ostali 0,19%.
| 1990.     | 2000.     | 2009.     | 2017.     |
| --------- | --------- | --------- | --------- |
| 1.003.849 | 1.609.518 | 2.319.694 | 3.071.559 |

## Gospodarstvo
Grad je gospodarsko središte pokrajine Hebei. Grad je dom mnogim tvornicama farmaceutske, kemijske i tekstilne industrije.
BDP u Shijiazhuangu 2014. iznosio je 130,5 milijardi USD, po glavi stanovnika 12.405 USD. Na ljestvici ekonomski najsnažnijih gradskih regija u svijetu, grad je tako zauzeo 100. mjesto. Od 2009. do 2014. godine, BDP po glavi stanovnika je vrlo brzo porastao, oko 9,1 % godišnje

## Prijevoz
Glavni grad Hebeija nalazi se na željezničkoj pruzi koja povezuje Peking na sjeveru i Guangzhou na jugu. Kroz Shijiazhuang prolaze i glavne autoceste koje povezuju Peking i Shenzhen (u pokrajini Guangdong) i Taiyuan u Shanxiju do Cangzhoua u Hebeiju Zračna luka povezuje Shijazhuang s većinom većih kineskih gradova.
Nova postaja Shijiazhuang puštena je u pogon 2012. godine, tako da je grad sada povezan s Pekingom brzom željeznicom kojom se stiže za manje od 70 minuta. U isto vrijeme, bivša željeznička postaja Shijiazhuang pretvorena je u željeznički muzej.
Podzemna željeznica Shijiazhuanga, s dvije linije koje se sijeku u središtu grada, je u opticaju od 2017. god.

## Zbratimljeni gradovi
- Bielsko-Biala  Poljska (2003.)
- Cheonan  Južna Koreja (1998.)
- City of Bankstown  Australija (1982.)
- Corby  Ujedinjeno Kraljevstvo (1994.)
- Des Moines, Iowa  SAD (1985.)
- Edison, New Jersey  SAD (1995.)
- Falkenberg  Švedska (2002.)
- Hmeljnycki  Ukrajina (1994.)

- Nagano  Japan (1981.)
- Nam Định  Vijetnam (2004.)
- Saskatoon  Kanada (1985.)
- Parma  Italija (1987.)
- Santiago de Querétaro  Meksiko (1997.)
- Soria  Španjolska (1994.)
- Velika Kaniža  Mađarska (1982.)

## Vanjske poveznice
|  | Zajednički poslužitelj ima još gradiva o temi Shijiazhuang |

- Službene stranice grada (kin.)
- Shijiazhuang Urban Network - Shijiazhuang, Hebei's portal  Arhivirana inačica izvorne stranice od 19. travnja 2014. (Wayback Machine) (engl.)
- Shijiazhuang Daily News  Arhivirana inačica izvorne stranice od 25. lipnja 2009. (Wayback Machine) (engl.)